# クリオ湾

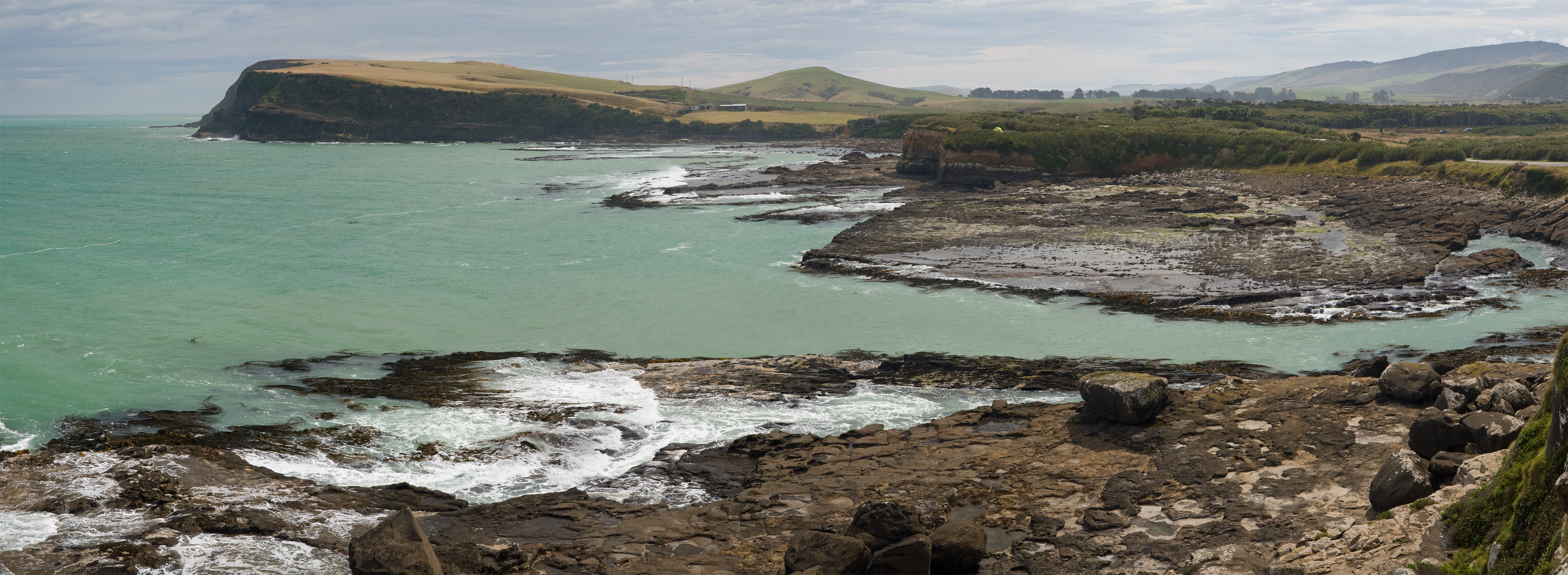
クリオ湾のパノラマ風景

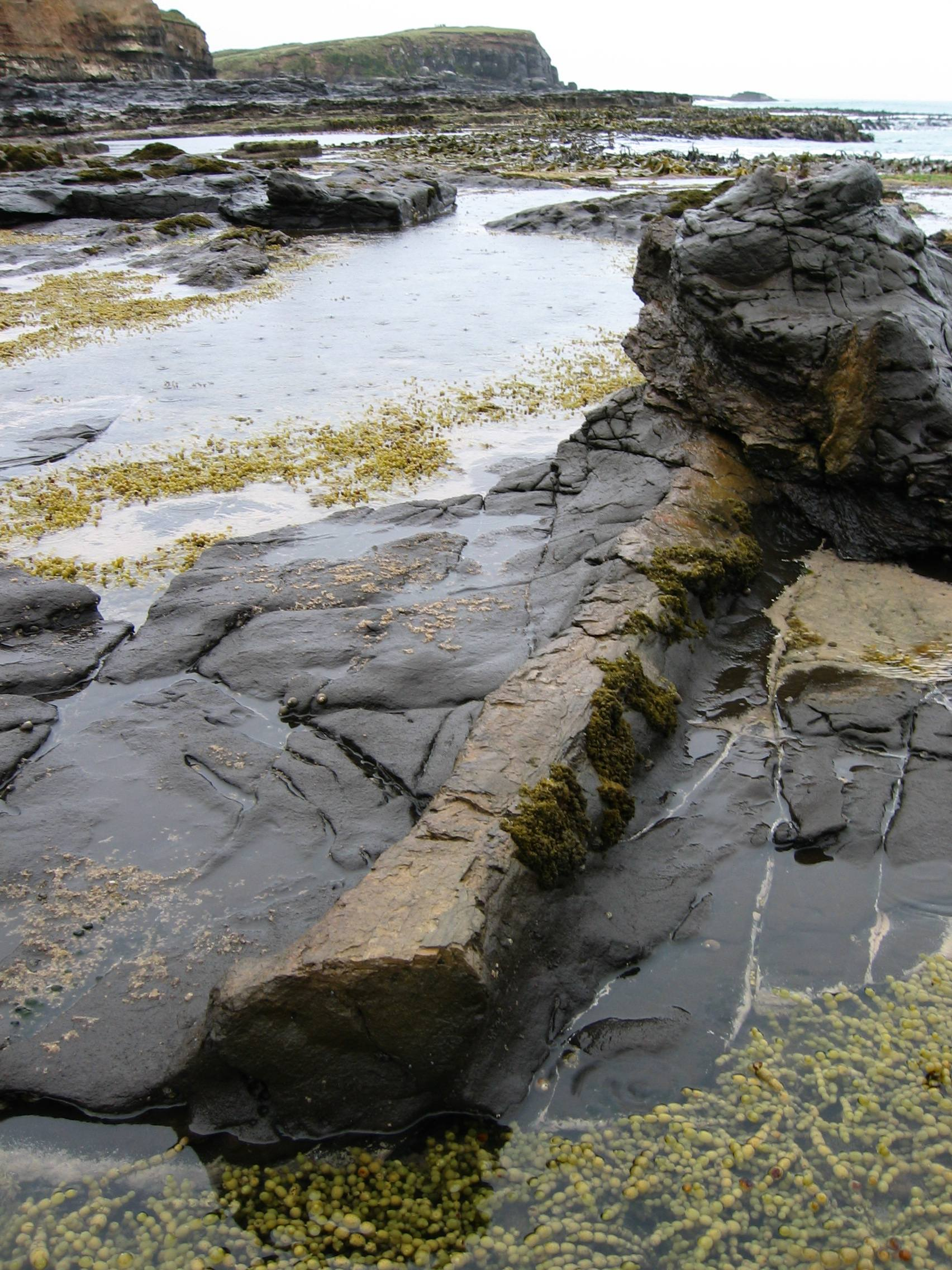
クリオ湾にある石化した丸太

クリオ湾（Curio Bay）とは、ニュージーランドの南島の南端部の近くに存在する湾である。クリオ湾は、カトリンズにおける名所となっている。

## 特徴
クリオ湾には、約1億8000万年前の森が化石化して残っていることでよく知られる。ここではジュラ紀に生育していた植物の化石、つまりジーランディアがゴンドワナ大陸から分裂する前の植物の化石を見ることができる

。
現在、化石として残っているのは、古代の針葉樹（球果植物）である。これは現存する植物のカウリ (Kauri) やノーフォークマツと密接な関係がある化石とされる。この化石は、かつて起こった火山性の泥流に飲み込まれて地中に埋まり、その後徐々に珪酸塩に置き換わったもの（珪化木を参照）である。これが海によって侵食されたことで地上に露出して今に至っている。さらにクリオ湾は、わずか2000羽前後のつがいしか現存しない珍しいペンギンである、キンメペンギンの繁殖地としても知られている。また、クリオ湾の沖合いでは、セッパリイルカやミナミセミクジラ (Southern Right Whales) が観察される。